# Handball-FDGB-Pokal 1976/77
Der Handball-FDGB-Pokal der Herren wurde mit der Saison 1976/77 zum 7. Mal ausgetragen und zum ersten Mal nahmen daran Mannschaften aus der Handball-Oberliga teil. Der SC Magdeburg machte verlustpunktfrei beim Endrunden-Turnier in eigener Halle das Double von Meisterschaft und Pokalsieg perfekt. Dabei schlugen sie, im letzten Endrundenspiel der noch ungeschlagenen Mannschaften, den ASK Vorwärts Frankfurt/O. Mit dem SC Dynamo Berlin schied bereits eine der fünf Sportclub-Vertretungen in der ersten Hauptrunde gegen die Zweitvertretung von Wismut Aue aus.

## Teilnehmende Mannschaften
Für den FDGB-Pokal hatten sich folgende 40 Mannschaften qualifiziert:
| DDR-Oberliga die 10 Vereine der Saison 1976/77 | DDR-Liga die 20 Vereine der Saison 1976/77 | Bezirkspokalvertreter die 10 Vereine aus der Saison 1975/76 |
| - SC Leipzig - SC Magdeburg - SC Empor Rostock - SC Dynamo Berlin - ASK Vorwärts Frankfurt/O. - BSG Post Schwerin - BSG ZAB Dessau - BSG Wismut Aue - BSG Motor Eisenach - BSG Chemie Premnitz | Staffel Nord - ASK Vorwärts Frankfurt/O. II (TV) - SC Magdeburg II - BSG Rotation Prenzlauer Berg - SG Motor/Vorwärts Hennigsdorf - HSG PH Potsdam - BSG Chemie “W.-P.-St.” Guben - BSG Post Schwerin II - TSG Calbe - BSG Schiffahrt/Hafen Rostock - SG Dynamo/Motor Staßfurt (TV) – Titelverteidiger Staffel Süd - SG Dynamo Halle-Neustadt - BSG Einheit Halle-Neustadt - SG Dynamo Suhl-Mitte - ASG Vorwärts Rudolstadt - SC Leipzig II - BSG Wismut Aue II - HSG Wissenschaft Freiberg - BSG Lokomotive Dresden - BSG Chemie Piesteritz - ASG Offiziershochschule Löbau | - Bezirk Rostock BSG Motor Stralsund - Bezirk Potsdam SG Stahl Brandenburg/Kirchmöser - Ost-Berlin BSG EAW Treptow - Bezirk Frankfurt (Oder) BSG Stahl Eisenhüttenstadt - Bezirk Magdeburg BSG Lokomotive Blumenberg - Bezirk Halle SG Dynamo Halle-Neustadt II - Bezirk Cottbus BSG Lokomotive RAW Cottbus - Bezirk Karl-Marx-Stadt BSG Grubenlampe Zwickau - Bezirk Erfurt BSG Traktor Goldbach/Hochheim - Bezirk Gera BSG Wismut Ronneburg Der jeweilige Vertreter der Bezirke Schwerin, Neubrandenburg, Leipzig, Dresden und Suhl konnte sich nicht über Qualifikationsspiele für den Handball-FDGB-Pokal 1976/77 qualifizieren. |

## Modus
In der ersten Hauptrunde, die im K.-o.-System ausgespielt wurde, nahmen alle qualifizierten Mannschaften teil und die Bezirksvertreter genossen Heimvorteil gegenüber höherklassigen Mannschaften. Ab der zweiten Hauptrunde wurde der Wettbewerb mit Hin- und Rückspielen fortgesetzt. Die Auslosung erfolgte nach möglichst territorialen Gesichtspunkten. Nach der 3. Hauptrunde ermittelten dann die letzten fünf Mannschaften in einem Endrunden-Turnier den Pokalsieger.

## 1. Hauptrunde
| Datum            |                                 | Ergebnis |                               |
| ---------------- | ------------------------------- | -------- | ----------------------------- |
| Sa 04.06., 17:00 | ASK Vorwärts Frankfurt/O. II    | 23:15    | SG Dynamo Halle-Neustadt      |
| Sa 04.06., 17:00 | BSG Chemie “W.-P.-St.” Guben    | 17:28    | BSG ZAB Dessau                |
| Sa 04.06., 17:00 | BSG Grubenlampe Zwickau         | 15:23    | BSG Rotation Prenzlauer Berg  |
| Sa 04.06., 17:00 | SC Leipzig II                   | 25:19    | BSG Wismut Aue                |
| Sa 04.06., 17:00 | ASG Vorwärts Rudolstadt         | 17:20    | BSG Post Schwerin             |
| Sa 04.06., 17:00 | SG Stahl Brandenburg/Kirchmöser | 22:24    | BSG Post Schwerin II          |
| Sa 04.06., 17:00 | BSG Lokomotive Dresden          | 10:24    | SG Dynamo Suhl-Mitte          |
| Sa 04.06., 17:00 | BSG Chemie Premnitz             | 27:14    | SG Motor/Vorwärts Hennigsdorf |
| Sa 04.06., 17:00 | ASG Offiziershochschule Löbau   | 21:23    | BSG Einheit Halle-Neustadt    |
| Sa 04.06., 17:00 | BSG EAW Treptow                 | 33:29    | BSG Motor Stralsund           |
| Sa 04.06., 17:00 | BSG Wismut Ronneburg            | 19:26    | BSG Chemie Piesteritz         |
| Sa 04.06., 17:00 | HSG PH Potsdam                  | 19:21    | TSG Calbe                     |
| Sa 04.06., 17:00 | BSG Lokomotive Blumenberg       | 22:28    | HSG Wissenschaft Freiberg     |
| Sa 04.06., 17:00 | BSG Lokomotive RAW Cottbus      | 16:24    | SC Magdeburg II               |
| Sa 04.06., 17:00 | BSG Motor Eisenach              | 32:17    | SG Dynamo Halle-Neustadt II   |
| So 05.06., 11:00 | BSG Stahl Eisenhüttenstadt      | 11:33    | SC Empor Rostock              |
| So 05.06., 11:00 | BSG Schiffahrt/Hafen Rostock    | 09:33    | SC Magdeburg                  |
| So 05.06., 11:00 | SG Dynamo/Motor Staßfurt        | 13:34    | ASK Vorwärts Frankfurt/O.     |
| So 05.06., 11:00 | BSG Traktor Goldbach/Hochheim   | 15:32    | SC Leipzig                    |
| So 05.06., 11:00 | BSG Wismut Aue II               | 17:16    | SC Dynamo Berlin              |

## 2. Hauptrunde
| Datum                     |                           | Gesamt |                              | Hinspiel | Rückspiel |
| ------------------------- | ------------------------- | ------ | ---------------------------- | -------- | --------- |
| Sa 11. Juni / Sa 16. Juni | SG Dynamo Suhl-Mitte      | 44:50  | ASK Vorwärts Frankfurt/O. II | 26:25    | 18:25     |
| Sa 11. Juni / Sa 16. Juni | SC Leipzig II             | 45:43  | BSG Wissenschaft Freiberg    | 23:17    | 22:26     |
| Sa 11. Juni / Sa 16. Juni | BSG Motor Eisenach        | 50:40  | BSG Post Schwerin II         | 31:20    | 19:20     |
| Sa 11. Juni / Sa 16. Juni | SC Magdeburg II           | 48:62  | BSG ZAB Dessau               | 23:29    | 25:33     |
| Sa 11. Juni / Sa 16. Juni | SC Magdeburg              | 46:32  | BSG Rotation Prenzlauer Berg | 25:13    | 21:19     |
| Sa 11. Juni / Sa 16. Juni | SC Leipzig                | 43:30  | BSG Chemie Premnitz          | 23:10    | 20:20     |
| Sa 11. Juni / Sa 16. Juni | SC Empor Rostock          | 58:28  | BSG EAW Treptow              | 30:15    | 28:13     |
| Sa 11. Juni / Sa 16. Juni | ASK Vorwärts Frankfurt/O. | 69:32  | BSG Chemie Piesteritz        | 31:16    | 38:16     |
| Sa 11. Juni / Sa 16. Juni | BSG Wismut Aue II         | 37:34  | BSG Einheit Halle-Neustadt   | 20:14    | 17:20     |
| Sa 11. Juni / Sa 16. Juni | BSG Post Schwerin         | 46:32  | TSG Calbe                    | 23:21    | 23:11     |

## 3. Hauptrunde
| Datum                     |                           | Gesamt   |                              | Hinspiel | Rückspiel |
| ------------------------- | ------------------------- | -------- | ---------------------------- | -------- | --------- |
| Sa 25. Juni / Sa 02. Juli | ASK Vorwärts Frankfurt/O. | 61:33    | SC Leipzig II                | 33:17    | 28:16     |
| Sa 25. Juni / Sa 02. Juli | SC Leipzig                | 44:35    | BSG Motor Eisenach           | 20:15    | 24:20     |
| Sa 25. Juni / Sa 02. Juli | SC Empor Rostock          | 43:37    | BSG ZAB Dessau               | 22:13    | 21:24     |
| Sa 25. Juni / Sa 02. Juli | BSG Post Schwerin         | 34:35    | ASK Vorwärts Frankfurt/O. II | 20:15    | 14:20     |
| Sa 25. Juni / Sa 02. Juli | BSG Wismut Aue II         | [ H3 1 ] | SC Magdeburg                 | 20:33    | :         |

1. ↑  SC Magdeburg zog kampflos in die Endrunde ein, da Wismut Aue II auf das Rückspiel verzichtete.

## Endrunde
Die Endrunde fand vom 6. bis 10. Juli 1977 in der Magdeburger Hermann-Gieseler-Halle statt.

### Spiele
1. Spieltag:
| Datum            |                              | Ergebnis |                           |
| ---------------- | ---------------------------- | -------- | ------------------------- |
| Mi 06.07., __:__ | SC Magdeburg                 | 24:21    | SC Empor Rostock          |
| Mi 06.07., __:__ | ASK Vorwärts Frankfurt/O. II | 21:32    | ASK Vorwärts Frankfurt/O. |
| Spielfrei:       | SC Leipzig                   |          |                           |

2. Spieltag:
| Datum            |                           | Ergebnis |                              |
| ---------------- | ------------------------- | -------- | ---------------------------- |
| Do 07.07., __:__ | SC Empor Rostock          | 23:16    | ASK Vorwärts Frankfurt/O. II |
| Do 07.07., __:__ | SC Leipzig                | 21:24    | SC Magdeburg                 |
| Spielfrei:       | ASK Vorwärts Frankfurt/O. |          |                              |

3. Spieltag:
| Datum            |                              | Ergebnis |                           |
| ---------------- | ---------------------------- | -------- | ------------------------- |
| Fr 08.07., __:__ | ASK Vorwärts Frankfurt/O. II | 19:21    | SC Leipzig                |
| Fr 08.07., __:__ | SC Empor Rostock             | 19:21    | ASK Vorwärts Frankfurt/O. |
| Spielfrei:       | SC Magdeburg                 |          |                           |

4. Spieltag:
| Datum            |                           | Ergebnis |                              |
| ---------------- | ------------------------- | -------- | ---------------------------- |
| Sa 09.07., __:__ | SC Magdeburg              | 26:14    | ASK Vorwärts Frankfurt/O. II |
| Sa 09.07., __:__ | ASK Vorwärts Frankfurt/O. | 28:18    | SC Leipzig                   |
| Spielfrei:       | SC Empor Rostock          |          |                              |

5. Spieltag:
| Datum            |                              | Ergebnis |                  |
| ---------------- | ---------------------------- | -------- | ---------------- |
| So 10.07., __:__ | SC Leipzig                   | 18:21    | SC Empor Rostock |
| So 10.07., __:__ | ASK Vorwärts Frankfurt/O.    | 24:31    | SC Magdeburg     |
| Spielfrei:       | ASK Vorwärts Frankfurt/O. II |          |                  |

### Abschlusstabelle
| Pl. | Verein                       | Sp. | S | U | N | Tore    | Diff. | Punkte |
| --- | ---------------------------- | --- | - | - | - | ------- | ----- | ------ |
| 1.  | SC Magdeburg                 | 4   | 4 | 0 | 0 | 105:800 | +25   | 08:0   |
| 2.  | ASK Vorwärts Frankfurt/O.    | 4   | 3 | 0 | 1 | 105:890 | +16   | 06:20  |
| 3.  | SC Empor Rostock             | 4   | 2 | 0 | 2 | 084:790 | +5    | 04:40  |
| 4.  | SC Leipzig                   | 4   | 1 | 0 | 3 | 078:920 | −14   | 02:60  |
| 5.  | ASK Vorwärts Frankfurt/O. II | 4   | 0 | 0 | 4 | 070:102 | −32   | 0:80   |

Platzierungskriterien: 1. Punkte – 2. Tordifferenz – 3. geschossene Tore

### FDGB-Pokalsieger
| 1.                    | SC Magdeburg |
| --------------------- | --- |
| Logo vom SC Magdeburg | - Tor: Wieland Schmidt, Thomas Gethe - Feldspieler: Reinhard Schütte (10/–), Gert Uecker, Hartmut Krüger (26/8), Udo Rothe (17/–), Günter Dreibrodt (23/7), Manfred Pfeifer (2/–), Ingolf Wiegert (16/–), Ernst Gerlach (7/–), Harry Jahns (2/–), Manfred Hoppe (2/–) – (Tore/7 m) - Trainer: Klaus Miesner |

### Torschützenliste
Torschützenkönig des Endturniers wurde Peter Rost vom SC Leipzig mit 32 Toren.
|    | Spieler            | Verein                       | Tore / 7m |
| -- | ------------------ | ---------------------------- | --------- |
| 1. | Peter Rost         | SC Leipzig                   | 32 / 18   |
| 2. | Hartmut Krüger     | SC Magdeburg                 | 26 / 08   |
| 2. | Klaus Gruner       | ASK Vorwärts Frankfurt/O.    | 26 / 13   |
| 4. | Günter Dreibrodt   | SC Magdeburg                 | 23 / 07   |
| 4. | Wolfgang Böhme     | SC Empor Rostock             | 23 / 08   |
| 6. | Frank-Michael Wahl | SC Empor Rostock             | 18 / 02   |
| 7. | Udo Rothe          | SC Magdeburg                 | 17 / 0–   |
| 8. | Ingolf Wiegert     | SC Magdeburg                 | 16 / 0–   |
| 9. | Josef Rose         | ASK Vorwärts Frankfurt/O.    | 15 / 01   |
| 9. | Helmut Wilk        | SC Empor Rostock             | 15 / 02   |
| 9. | Wilfried Weber     | ASK Vorwärts Frankfurt/O. II | 15 / 02   |